# 宗田舞子
宗田 舞子（そうだ まいこ、1977年4月29日 - ）は、東京都文京区生まれのソプラノ歌手・ピアノ教師。アコルデスタジオ主宰。二期会会員。
石川県白山市観光特使を2024年10月1日より2年間の予定で務めている。

## 来歴
3歳よりクラシックバレエ・ピアノを始める。ピアノを三谷温、佐々木明子、梅谷進、三浦捷子に師事。声楽を市川倫子、田手道子、平田典之、横山美奈、吉田敦、Francisco　Casanovaに師事。
日本女子大学附属豊明幼稚園、附属豊明小学校、附属中学校、附属高校を経て、東京音楽大学ピアノ科卒業。卒業と同時にソプラノに転科。同研究科オペラコース修了。二期会研修所54期修了。
2011年、イタリア・カステルフランコ歌劇場にてガラコンサートに出演。同年、ニューヨークに渡米。ジュリアード音楽院Evening Division Opera ClassにおいてNY Grand Opera指揮者のVinsent　La Selvaの元で研鑽を積む。
ニューヨークではカーネギー・ホールにて「Memorial Processional」ソリストとしてマンハッタンオーケストラと共演。
カーネギーワイルホールにてNYリリックオペラ主催ガラコンサートに出演。
ニューヨークの国連大使公邸にてソロリサイタルを開催。また、天皇誕生日のレセプションで5度国歌独唱する。
2016年に帰国後は、JTアートホールや東京労音主催・東京文化会館小ホールなどでソロリサイタルを開催。
2022年よりアコースティックギターの渡辺幹男、パーカッションの穐葉慶吾と異色のトリオ「Classticks」を結成し、金沢、名古屋、神戸、和歌山、岡山、沖縄、台湾など各地で演奏活動を行っている。
2024年10月１日にClassticksが石川県白山市観光特使に任命され、コンサート活動を通じて白山市の魅力を広げる活動を行なっている。

## オペラ出演歴
2003年文京区民オペラ「愛の妙薬」アディーナ役でデビュー（文京シビック大ホール）
2004年池田理代子プロデュース　オペラ「フィガロの結婚」ケルビーノ役（東京芸術劇場大ホール）
2005年池田理代子プロデュース　オペラ「フィガロの結婚」伯爵夫人役（津田ホール）
2006年オペラ「魔笛」パミーナ役　（佐賀県美術館ホール）
2011年荒川オペラシリーズ　オペラ「修道女アンジェリカ」ジェノヴィエッファ役（日暮里サニーホール）
2015年Vera Musica主催　オペラ「椿姫」ヴィオレッタ役（NJ）
2015年Vera Musica主催　オペラ「ラ・ボエーム」ミミ役（NY）
2017年荒川オペラシリーズ　オペラ「椿姫」ヴィオレッタ役（日暮里サニーホール）
2022年Teatro Choccolata主催オペラ「仮面舞踏会」オスカル役（さいたま産業ホール）
2023年オーケストラノット主催　ホールオペラ「ラ・ボエーム」ムゼッタ役（ティアラ江東大ホール）
2024年荒川オペラシリーズ　オペラ「道化師」ネッダ役（日暮里サニーホール）

## ミュージカル出演歴
2005年ミュージカル「マイフェア・レディ」イライザ役　仙台・長崎・福井・佐賀公演　
2024年国連ミュージカル「赤毛のアン」ルシーラ役（国際フォーラムC）

## メディア情報
NHK Eテレ「トゥトゥアンブル」
NHKラジオ第一「きょうも元気でわくわくラジオ」ゲスト出演
ミュージックバード「おはようサタデー」ゲスト出演
日本テレビ「しゃべくり007」タイアップCM

## 受賞歴
東京ソナーレピアノコンクール金賞（中学生の部）
コンセールヴィヴァンオーディション　ピアノ・声楽両方で合格
日本サロンコンサート協会オーディション最優秀賞
ソレイユ新人オーディション入選
大曲新人音楽祭入選
日本クラシックコンクール好演賞
ウイーンオペレッタコンクール入選

## ディスコグラフィー
| 発売日         | 題名                 | レーベル      |
| 2006年11月01日 | IL BACIO             | コンポジラ    |
| 2006年11月01日 | 千の風になって       | コンポジラ    |
| 2016年11月05日 | The Beauty of Nature | MAR CREATION  |
| 2016年11月30日 | La Spagnola          | HD Impression |